# Colom imperial d'Enggano
El colom imperial d'Enggano (Ducula oenothorax) és una espècie d'ocell de la família dels colúmbids (Columbidae) que habita boscos i manglars de l'illa d'Enggano, a prop del sud-oest de Sumatra.